# Saint-Maixent-l’École
Saint-Maixent-l’École település Franciaországban, Deux-Sèvres megyében. Lakosainak száma 7433 fő (2022. január 1.). Saint-Maixent-l’École Azay-le-Brûlé, Exireuil, Nanteuil, Saint-Martin-de-Saint-Maixent és Saivres községekkel határos.

## Népesség
A település népessége az elmúlt években az alábbi módon változott:
| Lakosok száma | 3980 | 4870 | 7832 | 6523 | 6919 | 7209 | 7242 | 7243 | 7254 | 7433 |
|               | 1780 | 1901 | 2006 | 2015 | 2016 | 2018 | 2019 | 2020 | 2021 | 2022 |